# Joanna Fennema
Joanna Fennema (Raleigh, Carolina del Norte, Estados Unidos; 13 de noviembre de 1995) es una exfutbolista estadounidense que jugaba como mediocampista para el Orlando Pride de la National Women's Soccer League (NWSL) de Estados Unidos.

## Trayectoria
Fennema se unió al Orlando Pride para la temporada del 2019. Debutó en el equipo el 14 de abril, en el primer partido de la temporada, ante el Portland Thorns FC.
El 26 de febrero de 2020, Fennema anunció en sus redes sociales su retiro del fútbol luego de sufrir una lesión en la columna.

## Estadísticas

### Clubes
| Club              | País           | Año  |
| ----------------- | -------------- | ---- |
| Chicago Red Stars | Estados Unidos | 2018 |
| Orlando Pride     | Estados Unidos | 2019 |

## Palmarés

### Títulos internacionales
| Título                           | Club           | Sede      | Año  |
| -------------------------------- | -------------- | --------- | ---- |
| Campeonato Sub-17 de la Concacaf | Estados Unidos | Guatemala | 2012 |